# Bartramia compacta
Bartramia compacta är en bladmossart som beskrevs av Hornschuch 1820. Bartramia compacta ingår i släktet äppelmossor, och familjen Bartramiaceae. Inga underarter finns listade i Catalogue of Life.